# Kombii
Kombii (pisownia stylizowana: KombII) – polski zespół grający muzykę z pogranicza pop-rocka i synth popu, założony w 2003 roku przez Grzegorza Skawińskiego, Waldemara Tkaczyka i Jana Plutę – trzech byłych członków zespołu Kombi.

## Muzycy

### Obecny skład zespołu
- Grzegorz Skawiński – gitara, śpiew (od 2003)
- Waldemar Tkaczyk – gitara basowa (od 2003)
- Adam Tkaczyk – perkusja, perkusja elektroniczna (od 2009)
- Wojciech Horny – instrumenty klawiszowe (od 2013)

### Byli członkowie zespołu
- Jan Pluta (zmarły)[8] – perkusja, perkusja elektroniczna (2003–2009)
- Bartosz Wielgosz – instrumenty klawiszowe (2003–2013)

## Historia

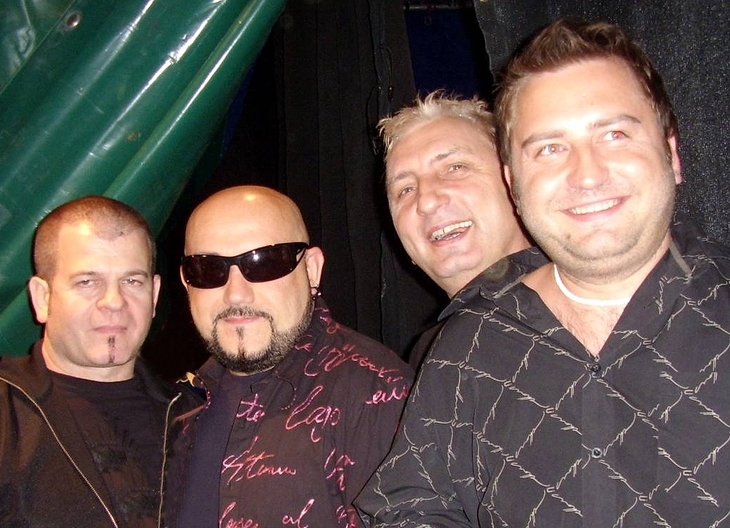
Od lewej: Waldemar Tkaczyk, Grzegorz Skawiński, Jan Pluta, Bartosz Wielgosz (2007)

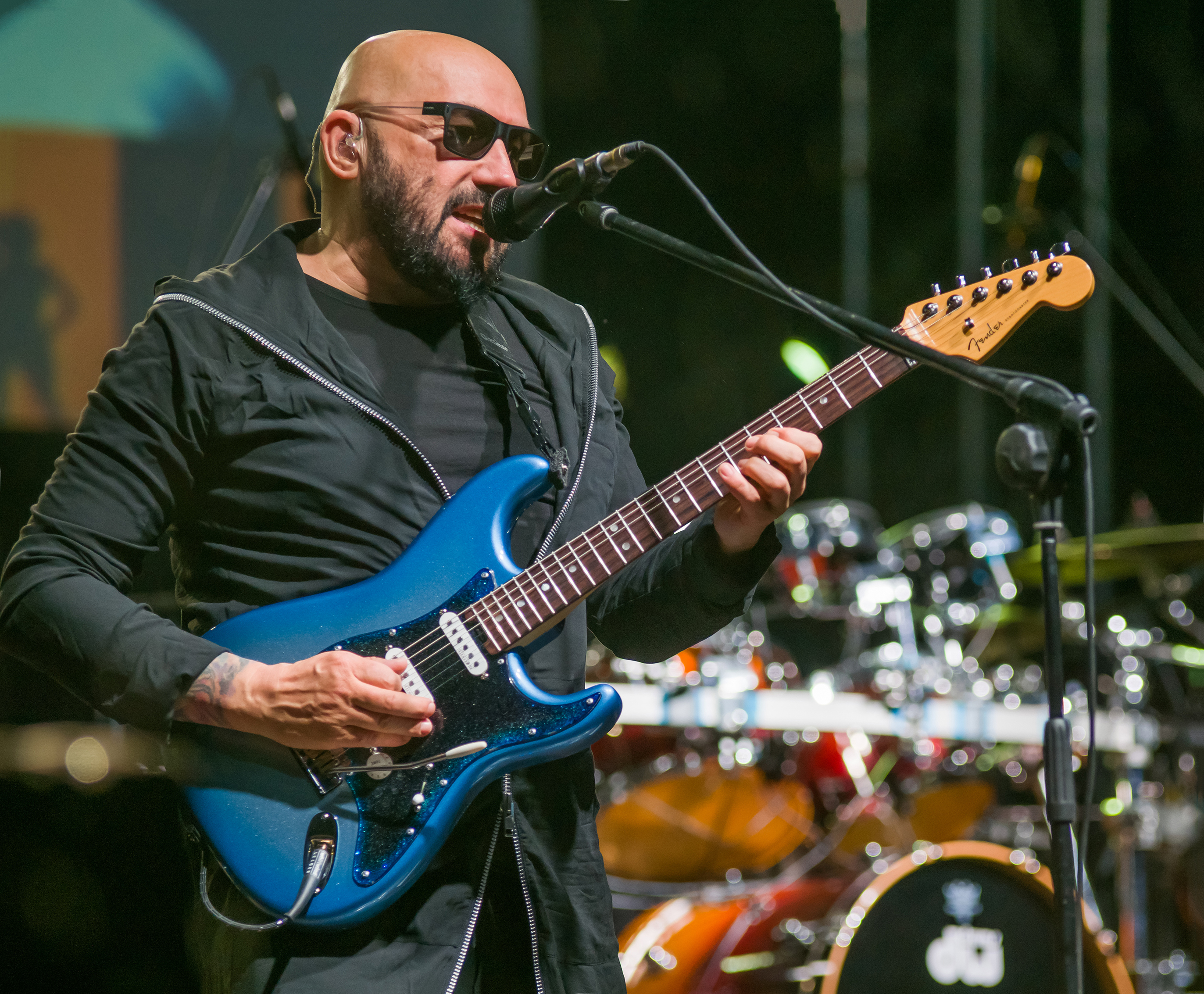
Grzegorz Skawiński w składzie Kombii (2017)

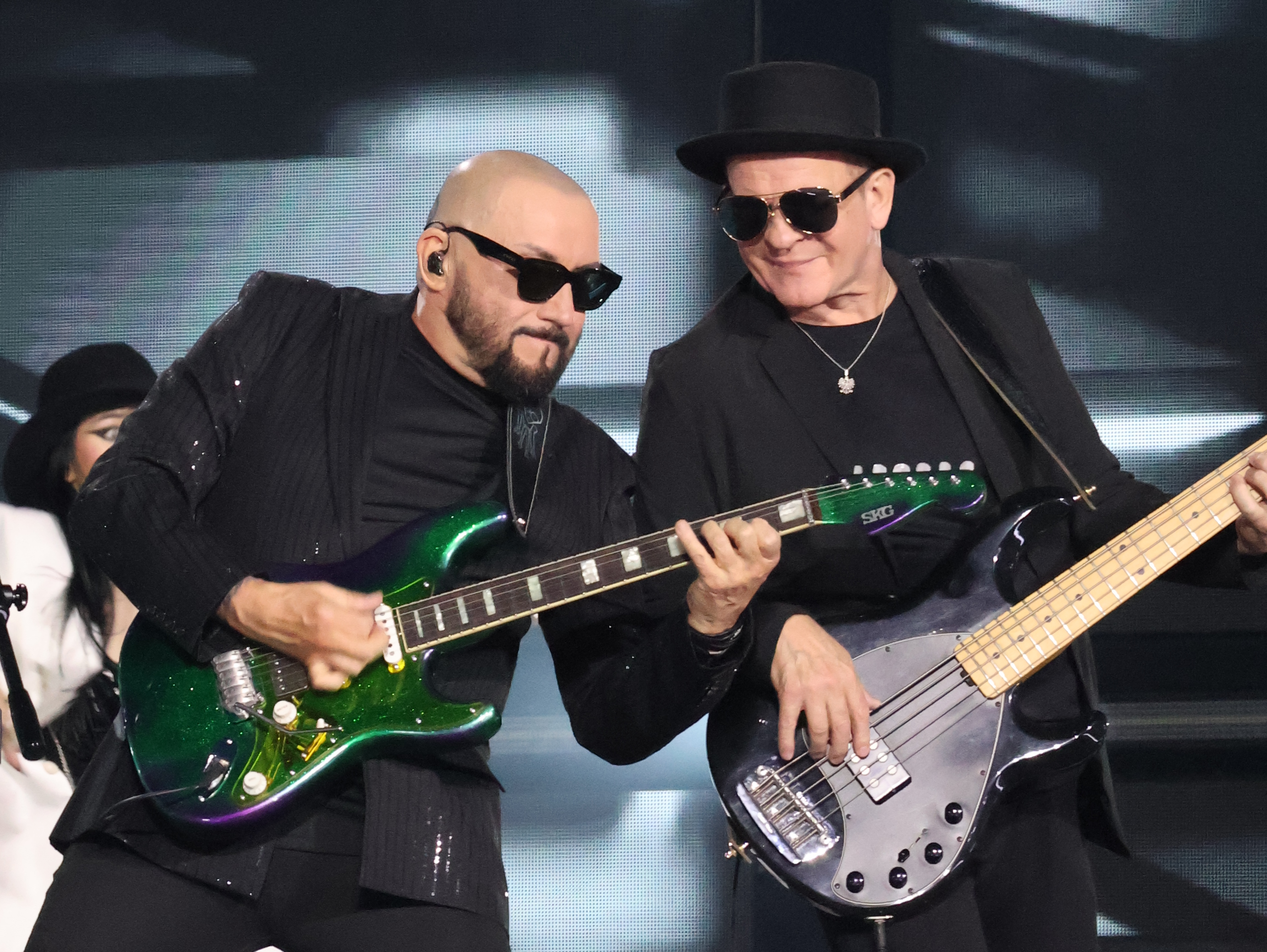
Koncert w Chorzowie z cyklu Lato z Radiem i Telewizją Polską (2025)

### Początki (2003–2004)
Grupa powstała z inicjatywy Grzegorza Skawińskiego i Waldemara Tkaczyka oraz byłego menedżera zespołu Kombi Jacka Sylwina, tuż po rozpadzie zespołu O.N.A. Skawiński i Tkaczyk, którzy są kolegami jeszcze z czasów liceum, grają razem bez przerwy przez całą swoją karierę muzyczną. Do współpracy muzycy zaprosili pierwszego perkusistę i pomysłodawcę nazwy zespołu Kombi – Jana Plutę. Grupa ta tylko częściowo stanowi kontynuację i reaktywację zespołu Kombi z lat 1976–1992. Sugeruje to już sama nazwa Kombii, która ma oznaczać „Kombi 2” (stąd stylizowane na rzymską liczbę II dwa „i”). Zespół prezentuje odmienny styl muzyczny, będący swego rodzaju kompromisem pomiędzy synth popowym brzmieniem nawiązującym stylistycznie do lat 80. a elektrycznymi partiami gitarowymi Skawińskiego. Brakuje w nim lidera zespołu Kombi, klawiszowca Sławomira Łosowskiego, który z powodu odmiennej koncepcji artystycznej nie został zaproszony do grania w nowym zespole. W 2004 roku założył on zespół pod nazwą Łosowski, przemianowany w 2013 na Kombi Łosowski.
Po dwóch miesiącach prób zespół stworzył program oparty na znanych przebojach zespołu Kombi takich jak: „Hotel twoich snów”, „Linia życia”, „Nasze rendez vous”, „Nie ma zysku”, „Kochać cię za późno”, „Black and white”, „Słodkiego miłego życia” w nowych aranżacjach. Pierwszym publicznym występem Kombii był koncert w amfiteatrze w Wiśle, specjalnie na zaproszenie Adama Małysza i jego Fundacji. Następnie zespół wziął udział w finale programu talent-show Szansa na sukces oraz w Festiwalu Polskiej Piosenki w Opolu. 11 lipca 2003 odbył się inauguracyjny koncert w Operze Leśnej w Sopocie, transmitowany na żywo przez TVP2.

### C.D.(2004–2006)
Sezon lato-jesień 2003 wypełniła trasa koncertowa po wielu miastach Polski, podczas której Kombii było entuzjastycznie przyjmowane przez publiczność. Na przełomie 2003 i 2004 zespół rozpoczął pracę nad tworzeniem premierowego materiału na pierwszą płytę. W tym czasie nawiązał współpracę z producentem muzycznym Rafałem Paczkowskim (laureatem Fryderyka 2003) i od marca rozpoczął nagrywanie nowej płyty, której wydanie przewidziano na wrzesień. Wiosną Kombii podpisało wieloletni kontrakt płytowy z przedsiębiorstwem Universal Music Polska. 25 października miała miejsce premiera albumu zatytułowanego C.D. Znalazły się na niej premierowe utwory, z których jeden – „Sen się spełni” – odnosił już sukcesy na listach przebojów. Jesienią zespół zagrał kilkanaście koncertów.
Na początku 2005 zespół wyjechał na koncerty do Stanów Zjednoczonych i Kanady. W lutym w sklepach muzycznych pojawiła się reedycja płyty C.D. Specjalne dwupłytowe wydanie zostało wzbogacone o 10 utworów zespołu Kombi z lat osiemdziesiątych i 1 utwór zespołu Skawalker z lat dziewięćdziesiątych, w nowych aranżacjach. Wiosną grupa rozpoczęła trwającą cały sezon trasę koncertową. Ukazał się również drugi singel zespołu – „Pokolenie”. W kwietniu płyta „C.D.” otrzymała status złotej płyty, zaś w maju Superjedynkę w kategorii Album roku – pop podczas 41. edycji KFPP w Opolu. W czerwcu muzycy zostali zaproszeni do udziału w festiwalu TOPTrendy jako gwiazda wieczoru. Podczas koncertu transmitowanego na żywo w telewizji Polsat, zespołowi Kombii została wręczona platynowa płyta.
W 2006 Grzegorz Skawiński, Waldemar Tkaczyk i Jan Pluta obchodzili 30-lecie pracy artystycznej. Podczas lata zespół zagrał serię koncertów. W tym czasie, dzięki sprzedaży 145 tys. egzemplarzy, album C.D. pokrył się podwójną platyną, która wręczona została podczas Festiwalu Jedynki w Sopocie, gdzie Kombii zagrało recital pod hasłem „Pokolenie Kombii”. Kolejne wyróżnienie, jakie zespół zdobył w tym roku, to nagroda za najlepszą płytę C.D. podczas gali Eska Music Awards.

### Ślad(2007–2008)
Początek 2007 zespół Kombii spędził, intensywnie pracując nad nową płytą. Pierwszym singlem zespołu z płyty Ślad, który ukazał się 4 maja, było tytułowe nagranie. Drugim – utwór „Myślę o Tobie”, trzecim –  „Merenge”, a czwartym i ostatnim – piosenka „Awinion”. Zespół po raz kolejny wystąpił na festiwalu TOPtrendy: 9 czerwca jako jury i gość specjalny konkursu „Trendy”, a następnego dnia w koncercie „Cyganeria” z okazji jubileuszu pracy artystycznej Jacka Cygana. 15 czerwca miała miejsca premiera płyty Ślad, która już w pierwszym tygodniu zajęła pierwsze miejsce na listach sprzedaży i osiągnęła status złotej płyty. Jej oficjalne wręczenie miało miejsce w październiku podczas gali Viva Comet Awards. Przez całą drugą połowę 2007 zespół promował materiał z nowej płyty, grając koncerty zarówno w Polsce, jak i poza granicami kraju. W 2008 otrzymał również kilka znaczących nagród, m.in. Nagrodę Orłów Pomorskich, nominację do Eska Music Awards w kategorii zespół roku, nominację do Fryderyków 2008 w kategoriach: Album roku, Piosenka roku i Teledysk roku. W czerwcu Kombii znalazło się w gronie TOP 10 najlepszych polskich wykonawców. Podczas festiwalu TOPtrendy zespołowi została wręczona platynowa płyta za album Ślad. 14 czerwca ukazała się płyta D.A.N.C.E., zawierająca remiksy nagrań zespołu.

### Zmiany personalne i kolejne albumy (2009–2014)
Wiosną 2009 z zespołu wycofał się z powodu pogorszenia stanu zdrowia Jan Pluta, który nie powrócił już do czynnego grania i zmarł w 2013. Nowym perkusistą grupy został Adam Tkaczyk, syn Waldemara Tkaczyka. Zespół przystąpił do nagrania kolejnej studyjnej płyty zatytułowanej O Miłości. Ukazała się ona 24 maja 2010. 23 kwietnia na gali Eska Music Awards 2010 został zaprezentowany pierwszy singel zwiastujący nowe wydawnictwo pt. „Gdzie jesteś dziś”. Drugim singlem z tej płyty był utwór „Zaczaruj mnie”.
20 listopada 2012 został wydany dwupłytowy album CD/DVD pt. Electro acoustic live, na którym znalazły się wybrane utwory zarejestrowane 12 października tegoż roku na koncercie Kombii w Sali Kongresowej w Warszawie. Był to specjalny, elektroakustyczny występ, podczas którego zespół zaprezentował nowe aranżacje oraz akustyczne brzmienie swoich największych przebojów. Album ten stanowi pierwszą koncertową płytę DVD w historii zespołu Kombii. W marcu 2013 grupę opuścił klawiszowiec Bartosz Wielgosz, a jego miejsce zajął Wojciech Horny, który w poprzednich latach grał z Grzegorzem Skawińskim i Waldemarem Tkaczykiem w zespołach Skawalker oraz O.N.A.
6 maja 2014 ukazał się czwarty studyjny album zespołu zatytułowany Wszystko jest jak pierwszy raz. Była to pierwsza płyta nagrana w składzie: Grzegorz Skawiński (wokal, gitara), Waldemar Tkaczyk (gitara basowa), Wojciech Horny (instrumenty klawiszowe), Adam Tkaczyk (perkusja).

### Czasy najnowsze (od 2016)
19 lutego 2016 miał premierę drugi album koncertowy zespołu Kombii Symfonicznie. Materiał zawarty na płycie jest zapisem z koncertu, który odbył się 22 września 2015 roku w Arkadach Kubickiego w Warszawie. Zespół wykonał swoje utwory w aranżacjach autorstwa Jacka Piskorza oraz Pawła Dampca z towarzyszeniem Polskiej Orkiestry Radiowej. Sesja nagraniowa i koncert był nagrodą przyznaną przez radiową Jedynkę w konkursie „Super Premiery" podczas Festiwalu Polskiej Piosenki w Opolu w 2014 roku. Wydanie płyty zbiegło się z jubileuszem 40-lecia pracy artystycznej Grzegorza Skawińskiego oraz Waldemara Tkaczyka. Z tej okazji muzycy we współpracy z agencją Music Company zorganizowali okolicznościową trasę koncertową zatytułowaną „Mega Tour – Skawiński & Tkaczyk i goście”, którą oficjalnie zainaugurowali 12 lutego 2016 roku koncertem w trójmiejskiej hali Ergo Arena, transmitowanym na żywo przez Polsat i RMF FM. Podczas koncertu artyści wykonali największe przeboje projektów muzycznych, które współtworzyli od 1976 roku: Kombi, Skawalkera, O.N.A. i Kombii. Na scenie wraz z zespołem gościnnie wystąpili: Agnieszka Chylińska, Jan Borysewicz, Ewa Farna, Margaret, Ruda z Red Lips, Bartosz Wielgosz i Tobiasz Pluta (perkusista, syn Jana Pluty). W tym samym roku, podczas Krajowego Festiwalu Piosenki Polskiej w Opolu, Kombii otrzymało nagrodę w kategorii SuperZespół 2016. Duet wydał album kompilacyjny pt. 40-lecie. Następnie, 27 września 2017 miała miejsce premiera książki pt. Królowie życia. Kombi, Skawalker, O.N.A. i... Kombii, czyli 40 lat wzlotów i upadków na scenie, wydanej przez Edipresse Polska S.A., będącej artystyczną autobiografią Grzegorza Skawińskiego i Waldemara Tkaczyka. W ramach promocji książki, muzycy odbyli kilka spotkań autorskich połączonych z koncertami akustycznymi.
19 czerwca 2020 po dłuższej przerwie muzyków od nagrań studyjnych ukazał się singiel pt. „Ochronię nas”, a zaś dwa miesiące później, 19 sierpnia – kolejny, zatytułowany „Przetrwamy”. Utwory te stanowiły zapowiedź nowej studyjnej płyty grupy pt. 5, której premiera miała miejsce 3 września 2021. Piosenka „Przetrwamy” została nominowana do konkursu „Premiery” w ramach Krajowego Festiwalu Piosenki Polskiej w Opolu, w którym zespół wziął udział 6 września 2020. Kolejnymi singlami promującymi płytę były „Miłość znajdzie nas” i „23 000 dni”.
W 2022 do sieci trafił miniabum (EP) pt. Kombiirat. Utwory na nim zawarte są interpretacjami kompozycji Skawińskiego i Tkaczyka wykonywanymi przez duet Rat Kru z gościnnym udziałem muzyków Kombii.
14 lutego 2023 grupa zagrała specjalny koncert walentynkowy w towarzystwie orkiestry, chóru i baletu PZLPiT "Mazowsze". Po tym występie Kombii kontynuowało współpracę z "Mazowszem". 20 sierpnia odbył się ich kolejny wspólny koncert z okazji Jubileuszu 25-lecia Samorządu Województwa Mazowieckiego w Płocku. Równolegle zespół grał koncerty w ramach trasy koncertowej "Kombii Akustycznie - The Best of".

## Spór o prawa do nazwy zespołu
Od 2003 między Sławomirem Łosowskim a Grzegorzem Skawińskim i Waldemarem Tkaczykiem toczył się spór o prawa autorskie do nazwy zespołu Kombi. Obie strony swoje prawa do nazwy wywiodły z odmiennej interpretacji podstawowych faktów z historii zespołu, a zwłaszcza okoliczności, w jakich doszło do jego powstania. Według Łosowskiego Kombi jest kontynuacją założonej przez niego w 1969 grupy Akcenty, która w 1976 zmieniła tylko nazwę na Kombi, i jako takie stanowi jego autorski projekt muzyczny, więc tylko on ma prawo pod tą nazwą występować, a posłużenie się przez Skawińskiego i Tkaczyka łudząco podobną nazwą Kombii stanowi naruszenie jego dóbr osobistych wynikających z prawa własności intelektualnej. Według Skawińskiego i Tkaczyka w wyniku radykalnych zmian personalnych, repertuarowych i organizacyjnych w Akcentach, zwieńczonych zmianą nazwy zespołu na Kombi, doszło do zawiązania nowego, wspólnego przedsięwzięcia całej trójki muzyków, w związku z czym każdemu z nich przysługują prawa podmiotowe do nazwy Kombi, a nazwa ta w swym oryginalnym brzmieniu jest zarezerwowana wyłącznie dla zespołu w pełnym, trzyosobowym składzie (Łosowski / Skawiński / Tkaczyk) i nikt nie ma prawa jednostronnie jej sobie przywłaszczać.
Wraz z rozwojem kariery muzycznej członków Kombi po rozpadzie zespołu konflikt pomiędzy nimi narastał, osiągając swe apogeum na przełomie pierwszej i drugiej dekady XXI w., kiedy to doszło do sądowego sporu o znak towarowy Kombi. 11 kwietnia 2011 Skawiński i Tkaczyk wystąpili o rejestrację unijnego słownego znaku towarowego Kombii. W odpowiedzi 18 marca 2013 Łosowski w celu zabezpieczenia dóbr osobistych złożył wniosek o rejestrację znaku towarowego przedstawiającego nazwę i logotyp Kombi w Urzędzie Patentowym RP. W styczniu 2014 wystąpił o rejestrację unijnego znaku towarowego Kombi, dzięki czemu otrzymał wyłączne prawa do korzystania z tego znaku, a osiem miesięcy później powrócił do koncertowania pod nazwą Kombi (bez dopisku „Łosowski”). Skawiński w odpowiedzi na ruch Łosowskiego skierował w 2016 wniosek do Urzędu Unii Europejskiej ds. Własności Intelektualnej (EUIPO), domagając się unieważnienia praw do znaku, które przysługiwały Łosowskiemu. Urząd przychylił się do wniosku Skawińskiego i unieważnił rejestrację, uznając, że istnieje zbyt duże podobieństwo znaku Kombi do wcześniej zarejestrowanego znaku Kombii, a biorąc pod uwagę taki sam zakres objętych tymi znakami towarów i usług (muzyka, rozrywka), to takie podobieństwo może wprowadzać odbiorców w błąd. Łosowski złożył odwołanie, próbując wykazać, że przysługują mu „wyłączne prawa podmiotowe” do nazwy Kombi, jednak Izba Odwoławcza we wrześniu 2021 oddaliła wniosek, dlatego artysta skierował sprawę do Trybunału Sprawiedliwości Unii Europejskiej. Ten 7 września 2022 oddalił skargę, na skutek czego Łosowski utracił wyłączne prawa do znaku towarowego Kombi. W uzasadnieniu stwierdzono, że „dowody przedstawione przez skarżącego w celu wykazania istnienia wyłącznego prawa podmiotowego do nazwy Kombi nie miały znaczenia dla sprawy oraz, po drugie, że w niniejszym wypadku istniało prawdopodobieństwo wprowadzenia w błąd” ze względu na łudzące podobieństwo unijnego znaku towarowego Kombi do wcześniej zarejestrowanego znaku Kombii. Jednocześnie stwierdzono, że cała sprawa dotyczyła wyłącznie nazwy Kombi jako znaku towarowego, a nie praw autorskich do niej samej. Co za tym idzie, nie jest wykluczone istnienie wyłącznego prawa podmiotowego do nazwy Kombi, które miałoby przysługiwać Łosowskiemu, ale jeśli ten chce je udowodnić i powołać się na jego ewentualne naruszenie, to musi to uczynić w odrębnym postępowaniu przed polskim sądem. Od momentu przegrania sprawy przed Trybunałem Sprawiedliwości Unii Europejskiej zespół Łosowskiego ponownie posługuje się nazwą i znakiem towarowym Kombi Łosowski.

## Dyskografia
| Rok  | Tytuł                                                                                | Pozycja na liście | Certyfikat                 |
| Rok  | Tytuł                                                                                | POL               | Certyfikat                 |
| ---- | ------------------------------------------------------------------------------------ | ----------------- | -------------------------- |
| 2004 | C.D. - Data: 25 października 2004 - Wydawca: Universal Music Polska                  | 2                 | - ZPAV: 2× platynowa płyta |
| 2007 | Ślad - Data: 18 czerwca 2007 - Wydawca: Universal Music Polska                       | 1                 | - ZPAV: platynowa płyta    |
| 2010 | O Miłości - Data: 24 maja 2010 - Wydawca: Universal Music Polska                     | 5                 | - ZPAV: złota płyta        |
| 2014 | Wszystko jest jak pierwszy raz - Data: 6 maja 2014 - Wydawca: Universal Music Polska | 8                 |                            |
| 2021 | 5 - Data: 3 września 2021 - Wydawca: Universal Music Polska                          | 15                |                            |

| Rok  | Tytuł                                                                 | Uwagi                                                                   |
| ---- | --------------------------------------------------------------------- | ----------------------------------------------------------------------- |
| 2005 | Muzyka łączy pokolenia - Data: 2005 - Wydawca: Fonografika            | - Liber – „Nasze rendes-vous” (feat. Doniu, Kombii) - Kombii – „Skarby” |
| 2008 | D.A.N.C.E. - Data: 14 sierpnia 2008 - Wydawca: Universal Music Polska | - Kompilacja z remiksami przebojów                                      |
| 2008 | KOMBII Box - Data: 2008 - Wytwórnia: Universal Music Polska           | - Kompilacja                                                            |

| Rok | Tytuł                         | Pozycja na liście | Pozycja na liście | Pozycja na liście | Pozycja na liście | Pozycja na liście |
| Rok | Tytuł                         | POL               | WiR               | LP3               | SLiP              |                   |
| --- | ----------------------------- | ----------------- | ----------------- | ----------------- | ----------------- | ----------------- |
| 2004 | Sen się spełni                | 2                 | 1                 | 41                | 42                |                   |
| 2004 | Pokolenie                     | 1                 | 1                 | 33                | 35                |                   |
| 2005 | Już ci nie wybaczę            | 1                 | 4                 | –                 | –                 |                   |
| 2005 | Wciąż czekam na cud           | –                 | –                 | –                 | –                 |                   |
| 2007 | Ślad                          | 1                 | 1                 | –                 | 43                |                   |
| 2007 | Myślę o Tobie                 | –                 | 6                 | –                 | –                 |                   |
| 2008 | Merenge                       | –                 | –                 | –                 | –                 |                   |
| 2008 | Awinion                       | –                 | 1                 | –                 | –                 |                   |
| 2010 | Gdzie jesteś dziś             | –                 | 1                 | –                 | –                 |                   |
| 2010 | Zaczaruj mnie                 | –                 | 4                 | –                 | –                 |                   |
| 2011 | Kolory tańczą w Twoich oczach | –                 | 1                 | –                 | –                 |                   |
| 2011 | Wyjazd integracyjny           | –                 | 1                 | –                 | –                 |                   |
| 2012 | Krople                        | –                 | –                 | –                 | –                 |                   |
| 2014 | Jak pierwszy raz              | –                 | 1                 | –                 | 32                |                   |
| 2014 | Za sobą                       | –                 | –                 | –                 | –                 |                   |
| 2020 | Ochronię nas                  | –                 | 1                 | X                 | 45                |                   |
| 2020 | Przetrwamy                    | –                 | 1                 | X                 | –                 |                   |
| 2020 | Białe Święta                  | –                 | –                 | X                 | –                 |                   |
| 2021 | Miłość znajdzie nas           | –                 | 5                 | X                 | –                 |                   |
| 2022 | 23 000 dni                    | –                 | –                 | –                 | –                 |                   |
| „–” oznacza, że singel nie był notowany na danej liście. „X” oznacza, że lista przebojów nie istniała w danym okresie. |                               |                   |                   |                   |                   |                   |

| Rok                                                     | Tytuł                                                                                        | Pozycja na liście |
| Rok                                                     | Tytuł                                                                                        | POL               |
| ------------------------------------------------------- | -------------------------------------------------------------------------------------------- | ----------------- |
| 2012                                                    | Electro Acoustic Live (CD + DVD) - Data: 20 listopada 2012 - Wydawca: Universal Music Polska | –                 |
| 2016                                                    | Kombii Symfonicznie - Data: 19 lutego 2016 - Wydawca: Polskie Radio                          | 31                |
| „–” oznacza, że album nie był notowany na danej liście. |                                                                                              |                   |